# AGM-28 Hound Dog
AGM-28 Hound Dog – amerykański, naddźwiękowy, skrzydlaty pocisk rakietowy, produkowany przez firmę North American Aviation, a będący na uzbrojeniu bombowców strategicznych B-52.

## Geneza
Z chwilą wprowadzenia do arsenałów US Air Force bombowca Boeing B-52, stało się jasne, że ma on niewielkie szanse na przedarcie się nad potencjalny cel ataku i wykonanie bombardowania przy użyciu klasycznych bomb swobodnie spadających. W celu zachowania jego możliwości bojowych podjęto decyzje o wyposażeniu go w jądrowe pociski skrzydlate, umożliwiające mu atakowanie celów spoza zasięgu obrony przeciwlotniczej. 15 marca 1956 roku siły powietrzne ogłosiły General Operational Requirement 148 (GOR-148), zapotrzebowanie na skrzydlaty pocisk naddźwiękowy o zasięgu około 1000 km i przenoszony przez B-52. W 1957 roku B-52 wraz ze skrzydlatymi pociskami określono jako Weapon System 131 (System Uzbrojenia 131, WS-131). Wśród firm, które prowadziły studia nad pociskami spełniającymi wymagania US Air Force na czoło wysunął się oddział Missisle Development Division firmy North American Aviation. Nowy pocisk wykorzystywał wiele gotowych elementów ze skrzydlatego pocisku rakietowego SM-64 Navaho, także powstającego w firmie North American. Propozycje firmy zostały zaakceptowane przez dowództwo sił powietrznych, które 21 sierpnia 1957 roku przyznało North American kontrakt na opracowanie pocisku w ramach WS-131. Jesienią 1957 roku pocisk otrzymał oznaczenie GAM-77 i nazwę Hound Dog. W listopadzie 1958 roku rozpoczęły się testy aerodynamiczne modelu pocisku a 23 kwietnia 1959 roku prototyp pocisku zrzucony z bombowca NB-52B wykonał pierwszy lot z wykorzystaniem własnego napędu. W październiku 1959 roku miał miejsce pierwszy lot kierowany.

## Konstrukcja

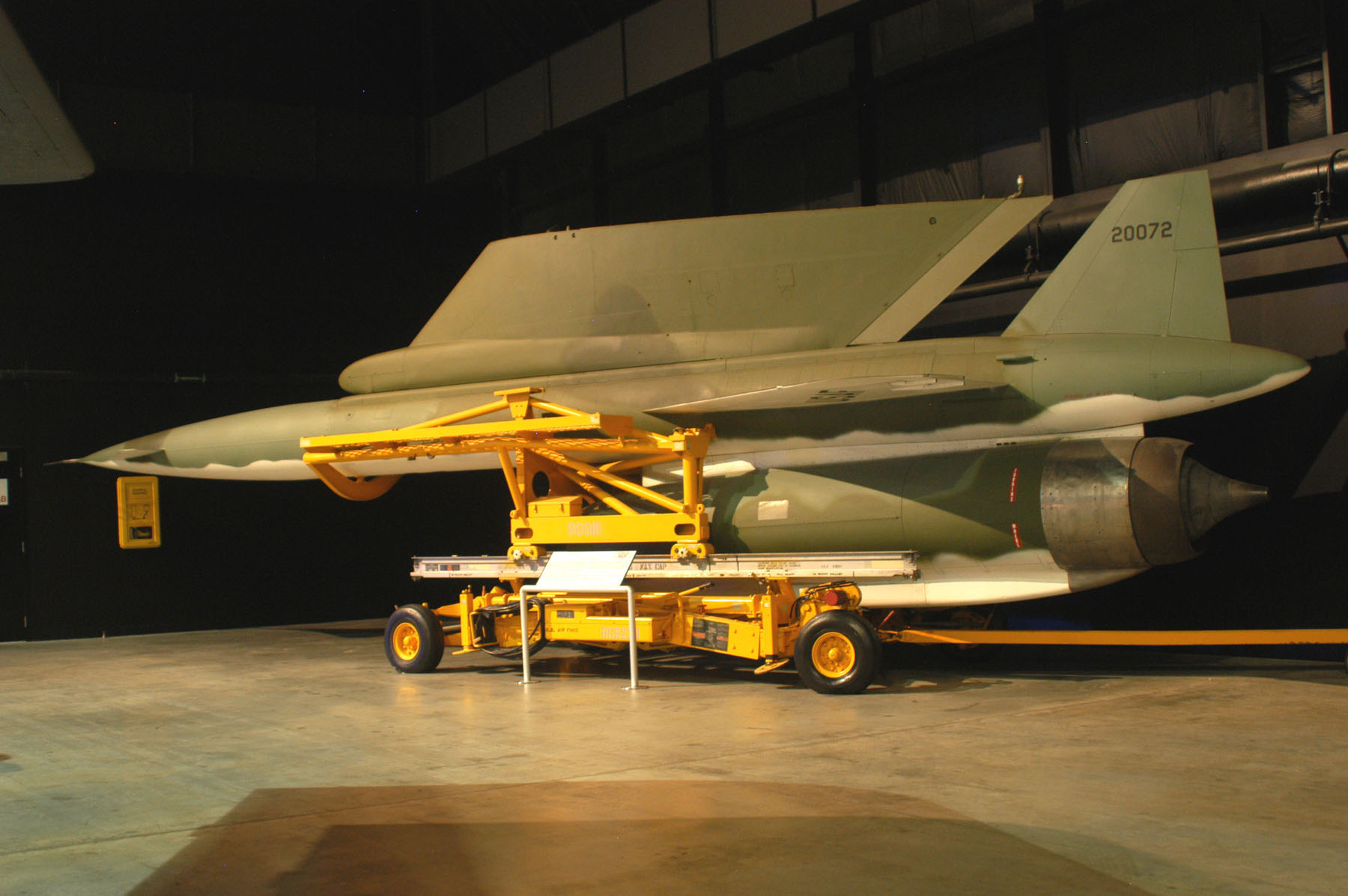
North American AGM-28B Hound Dog prezentowany w National Museum of the United States Air Force

Pocisk o bardzo smukłym kadłubie posiadał układ przedniego, płytowego usterzenia poziomego. W tylnej części pocisku znajdowały się skrzydła o obrysie delta, ze ściętymi końcówkami. Sterowanie poprzeczne realizowano różnicowo wychylając płyty przedniego usterzenia, sterowanie podłużne poprzez ich zgodne wychylenie. Pocisk zaopatrzono w silnik odrzutowy Pratt & Whitney J52-P-3 o ciągu 3400 kG (33,34 kN). System kierowania pociskiem został również zaadaptowany z Navaho. Składał się on z systemu nawigacji bezwładnościowej i układu astronawigacyjnego Kollsman KS-120. System astronawigacyjny umieszczany był w belce bombowca nosiciela pocisku i służył poza korekcją lotu pocisku również do wspomagania systemów nawigacyjnych bombowca. System nawigacyjny pocisku był na tyle dobry, że można było kontynuować misję nawet po awarii systemów nawigacyjnych bombowca nosiciela. Klasyczny schemat odpalenia pocisku przewidywał jego start na wysokości ok. 12 000 metrów, następnie wznosił się on samodzielnie na pułap około 16 700 m, utrzymywał tę wysokość lecąc z prędkością ok. 2,0 – 2,2 Ma. Przed celem, przechodził w lot ślizgowy, rozpędzając się do prędkości 2,5 Ma. Dużą nowością w tych czasach była możliwość zaprogramowania lotu pocisku po kursie łamanym, nie prowadzącym bezpośrednio do celu.

## Służba

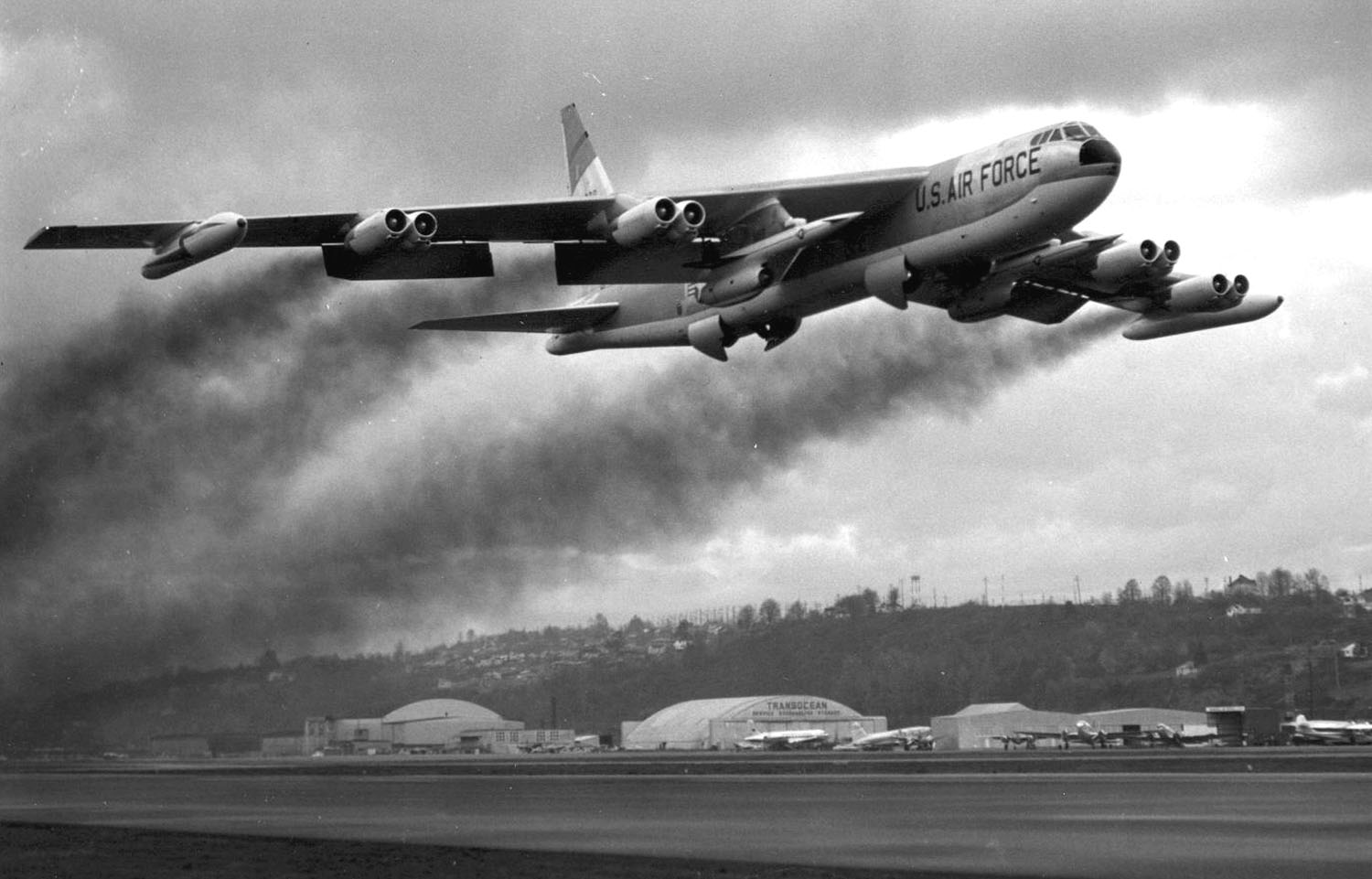
AGM-28B przenoszony przez B-52F

21 grudnia 1959 roku US Air Force odebrały pierwszy seryjny pocisk GAM-77 Hound Dog. Szkolenie z wykorzystaniem nowego uzbrojenia rozpoczęło się na początku 1960 roku a 1 marca tego samego roku doszło do pierwszego samodzielnego odpalenia pocisku przez siły powietrzne bez pomocy specjalistów z North American (niektóre źródła podają, że odbyło się to 29 lutego). Do przenoszenia pocisków przystosowane były bombowce typu B-52G i B-52H. Po zakończeniu produkcji tych wersji do pocisków Houd Dog przystosowano około 35 starszych wersji B-52D, E i F. Łącznie liczba uzbrojonych w pociski maszyn B-52 osiągnęła stan 295 samolotów. W pierwszej połowie 1961 roku opracowano ulepszoną wersję nazwaną GAM-77A, przystosowaną do współpracy z nowym systemem astronawigacyjnym Kollsman KS-140. Pierwsze próby nowego pocisku przeprowadzono 20 czerwca 1961 roku, produkcja nowej odmiany trwała do 28 marca 1963 roku. Do tego czasu wyprodukowano 722 pociski GAM-77 i GAM-77A. We wrześniu 1962 roku zmieniono oznaczenia pocisków: GAM-77 stał się AGM-28A a GAM-77A został nazwany AGM-28B. We wrześniu 1961 roku pierwsza jednostka B-52G, uzbrojona w Hound Dogi osiągnęła gotowość bojową, było to 5 Skrzydło bombowe z bazy Travis w Kalifornii. Do 1963 roku 29 dywizjonów B-52G, H, D, E i F. Samoloty przenoszące pociski nie przenosiły bomb a w komorach bombowych umieszczane były bezpilotowe samoloty pułapki imitujące odbicie radarowe bombowca B-52. W 1972 roku wraz z wprowadzeniem na uzbrojenie pocisków AGM-69A podjęto decyzje o wycofaniu pocisków Hound Dog. 24 lipca 1973 roku odpalono ostatni pocisk a do 30 czerwca 1975 roku wycofano wszystkie Hound Dogi. 15 czerwca 1978 roku pocięto na złom ostatni AGM-28B (nie licząc egzemplarzy muzealnych).